# 伊姆兰·马哈茂德
伊姆兰·马哈茂德（英語：Imran Mahmudul）（1991年5月5日—），是一名孟加拉国男歌手。